# Trishal
Trishal (en bengali : ত্রিশাল) est une upazila du Bangladesh dans le district de Mymensingh. En 1991, on y dénombrait 336 797 habitants.